# Белег (биология)
В генетиката характерен белег или фенотипен белег е ясно отличима фенотипна характеристика на един организъм, която може да бъде унаследяема, обусловена от околната среда или междинен вариант между първите две. Цветът на очите например е характеристика, а „син“, „кафяв“ или „сив“ са белези. 